# Paweł Bielawski
Paweł Bielawski – polski ekonomista, doktor habilitowany nauk ekonomicznych, profesor na Uniwersytecie Ekonomicznym w Krakowie i na Akademii Nauk Stosowanych w Nowym Targu, specjalista od finansów oraz rachunkowości.

## Kariera naukowa
W 1991 roku został zatrudniony na Uniwersytecie Ekonomicznym w Krakowie, gdzie w 1999 roku na jegoWydziale Zarządzania uzyskał stopień doktora nauk ekonomicznych na podstawie rozprawy pt. Funkcje rachunkowości w niezyskowych organizacjach giełdowych, której promotorem był Mieczysław Dobija. W 2014 roku ten sam wydział nadał mu stopień doktora habilitowanego nauk ekonomicznych w dyscyplinie ekonomii na podstawie pracy pt. Wycena bilansowa akcji w teorii i praktyce rachunkowości. W 2017 roku został zatrudniony również na Akademii Nauk Stosowanych w Nowym Targu.